# Alania cunninghamii
Alania cunninghamii är en enhjärtbladig växtart som beskrevs av Ernst Gottlieb von Steudel. Alania cunninghamii är enda arten i släktet Alania som tillhör familjen Boryaceae. Inga underarter finns listade i Catalogue of Life.